# Pseudaspidodera
Pseudaspidodera ist eine Gattung der Spulwürmer mit zwei Arten. Die Vertreter sind Parasiten bei Fasanenartigen im Bereich des Indischen Subkontinents.

## Merkmale
An den drei Lippen liegen entweder Kutikula-Ausläufer (cordons) oder Lippengruben. Die beiden Spicula sind sehr verschieden: das linke Spiculum ist flügelartig verbreitert, das rechte nadelförmig.

## Systematik
Hodda (2022) ordnet die Gattung in die Tribus Heterakini, Untertribus Heterakinii der Unterfamilie Heterakinae ein. Die Gattung enthält folgende zwei Arten:
- Pseudaspidodera galli Bilqees & Nighat, 1983
- Pseudaspidodera sindia Bilqees & Jehan, 1978

Synonyme der Gattung sind Parapseudaspidodera Johnson, 1967, Pseudaspidoderella Ali & Deshmukh, 1969, Pseudaspidoderina Teixeira de Freitas, 1956, Pseudaspidoderoides Teixeira de Freitas, 1956, Pseudaspidorella Ali & Deshmukh, 1969 und Spinaspidodera Skrjabin & Schikhobalova, 1947.